# Campionati europei di corsa campestre 1998
Il V Campionato europeo di corsa campestre si è disputato a Ferrara, in Italia, il 13 dicembre 1998. Il titolo maschile è stato vinto da Serhiy Lebid mentre quello femminile da Paula Radcliffe.

## Risultati
I risultati del campionato sono stati:

### Individuale (uomini senior)
| Pos. | Atleta               | Tempo (m's") |
| ---- | -------------------- | ------------ |
|      | Serhiy Lebid         | 28'07"       |
|      | Mohammed Mourhit     | 28'08"       |
|      | Driss El Himer       | 28'16"       |
| 4.   | Günther Weidlinger   | 28'17"       |
| 5.   | Carsten Jørgensen    | 28'18"       |
| 6.   | Eduardo Henriques    | 28'25"       |
| 7.   | Giuliano Battocletti | 28'36"       |
| 8.   | Manuel Pancorbo      | 28'40"       |

### Squadre (uomini senior)
| Pos. | Nazione                                                                         | Punti |
| ---- | ------------------------------------------------------------------------------- | ----- |
|      | Italia Giuliano Battocletti Gabriele De Nard Umberto Pusterla Gennaro Di Napoli | 53    |
|      | Portogallo Eduardo Henriques Paulo Guerra João Junqueira José Ramos             | 55    |
|      | Spagna Manuel Pancorbo Julio Rey Martín Fiz Fabián Roncero                      | 68    |
| 4.   | Gran Bretagna                                                                   | 91    |
| 5.   | Francia                                                                         | 92    |
| 6.   | Irlanda                                                                         | 108   |
| 7.   | Belgio                                                                          | 122   |
| 8.   | Paesi Bassi                                                                     | 126   |

### Individuale (donne senior)
| Pos. | Atleta              | Tempo (m's") |
| ---- | ------------------- | ------------ |
|      | Paula Radcliffe     | 18'07"       |
|      | Annemari Sandell    | 18'10"       |
|      | Olivera Jevtić      | 18'11"       |
| 4.   | Fernanda Ribeiro    | 18'19"       |
| 5.   | Helena Sampaio      | 18'26"       |
| 6.   | Yanna Belkacem      | 18'42"       |
| 7.   | Albertina Dias      | 18'46"       |
| 8.   | María Luisa Larraga | 18'49"       |

### Squadre (donne senior)
| Pos. | Nazione                                                   | Punti |
| ---- | --------------------------------------------------------- | ----- |
|      | Portogallo Fernanda Ribeiro Helena Sampaio Albertina Dias | 16    |
|      | Francia Yanna Belkacem Zahia Dahmani Fatima Yvelain       | 25    |
|      | Romania Cristina Iloc Constantina Diţă Luminiţa Gogârlea  | 41    |
| 4.   | Spagna                                                    | 54    |
| 5.   | Gran Bretagna                                             | 55    |
| 6.   | Germania                                                  | 71    |
| 7.   | Belgio                                                    | 77    |
| 8.   | Italia                                                    | 89    |

### Individuale (uomini junior)
| Pos. | Atleta             | Tempo (m's") |
| ---- | ------------------ | ------------ |
|      | Yousef El Nasri    | 16'50"       |
|      | Ovidiu Tat         | 16'51"       |
|      | Gareth Turnbull    | 16'55"       |
| 4.   | Sam Haughian       | 16'57"       |
| 5.   | Ivan Heshko        | 17'02"       |
| 6.   | Mustafa Mohamed    | 17'02"       |
| 7.   | Miguel Angel Pinto | 17'07"       |
| 8.   | Filipe Pedro       | 17'11"       |

### Squadre (uomini junior)
| Pos. | Nazione       | Punti |
| ---- | ------------- | ----- |
|      | Spagna        | 28    |
|      | Gran Bretagna | 30    |
|      | Romania       | 36    |
| 4.   | Svezia        | 45    |
| 5.   | Ucraina       | 52    |
| 6.   | Italia        | 54    |
| 7.   | Germania      | 73    |
| 8.   | Portogallo    | 73    |

### Individuale (donne junior)
| Pos. | Atleta               | Tempo (m's") |
| ---- | -------------------- | ------------ |
|      | Katalin Szentgyörgyi | 11'51"       |
|      | Inês Monteiro        | 11'58"       |
|      | Sonja Stolić         | 12'03"       |
| 4.   | Sebile Sibel Özyurt  | 12'04"       |
| 5.   | Tezeta Nuray Surekli | 12'09"       |
| 6.   | Tinneke Boonen       | 12'19"       |
| 7.   | Sonja Roman          | 12'20"       |
| 8.   | Helena Volná         | 12'22"       |

### Squadre (donne junior)
| Pos. | Nazione       | Punti |
| ---- | ------------- | ----- |
|      | Turchia       | 20    |
|      | Belgio        | 46    |
|      | Romania       | 49    |
| 4.   | Spagna        | 56    |
| 5.   | Portogallo    | 58    |
| 6.   | Germania      | 58    |
| 7.   | Gran Bretagna | 60    |
| 8.   | Italia        | 83    |

## Medagliere
Legenda
     Paese ospitante
| Posizione | Paese         | Oro | Argento | Bronzo | Totale |
| --------- | ------------- | --- | ------- | ------ | ------ |
| 1         | Spagna        | 2   | 0       | 1      | 3      |
| 2         | Portogallo    | 1   | 2       | 0      | 3      |
| 3         | Gran Bretagna | 1   | 1       | 0      | 2      |
| 4         | Italia        | 1   | 0       | 0      | 1      |
| 4         | Ungheria      | 1   | 0       | 0      | 1      |
| 4         | Turchia       | 1   | 0       | 0      | 1      |
| 4         | Ucraina       | 1   | 0       | 0      | 1      |
| 8         | Belgio        | 0   | 2       | 0      | 2      |
| 9         | Romania       | 0   | 1       | 3      | 4      |
| 10        | Francia       | 0   | 1       | 1      | 2      |
| 11        | Finlandia     | 0   | 1       | 0      | 1      |
| 12        | Jugoslavia    | 0   | 0       | 2      | 2      |
| 13        | Irlanda       | 0   | 0       | 1      | 1      |
| Totale    | Totale        | 8   | 8       | 8      | 24     |